# II. Huszrau szászánida király
II. Huszrau (görög: Khoszroész) Parvíz („a győzedelmes”), (560 körül – 628. február 25./28.) a Szászánida Birodalom királya (591 – 628) volt. Eleinte sikeres hódításokat folytatott, majd elvesztette azokat. Meggyikolása után a birodalom káoszba süllyedt és jelentősen meggyengült, ami megnyitotta az utat az arab hódítás előtt.

## Uralkodása

### Hatalomra jutása
Uralkodása elején Bahrám hadvezér lázadása rövid válságot okozott Huszraunak Bizáncba kellett menekülnie, de Maurikiosz császár segítségével helyre tudta állítani ellenőrzését a birodalom felett. A bizánci segítség egy időre véget vetett a korábbi bizánci-perzsa háborúnak.

### Kezdeti sikerek

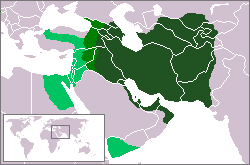
A Szászánida Birodalom legnagyobb kiterjedése, II. Huszrau idején

602-ben azonban Phókasz, a bizánci sereg egyik tisztje megölte Maurikioszt, és ő lett a császár. II. Huszrau eltökélt szándéka volt, hogy megbosszulja egykori pártfogója halálát. 604 és 610 között a perzsák számos döntő győzelmet arattak, és meghódították Armenia Magna, Kappadókia és Szíria nagy részét. 610-ben megdöntötték Phókasz uralmát, őt magát kivégezték, és Hérakliosz került hatalomra. Az új császár megpróbált békét kötni Huszrauval, de a perzsa király biztos lévén a szászánidák legyőzhetetlenségében visszautasította ajánlatát. A perzsa seregek elárasztották  a Közel-Keletet. 612-ben bevették Antiokheiát, Damaszkuszt és Tarszoszt, 614-ben elfoglalták Jeruzsálemet, és a Szent keresztet Ktésziphónba vitték, 615-ben meghódították Anatólia nagy részét, 619-ben megostromolták Alexandriát, amely hamarosan elesett, és vele együtt egész Egyiptom is a kezükre került. II. Huszraunak gazdag és fényűző udvara volt, aminek a nép fizette meg az árát, újabb és újabb terheket rótt ki.

### Kudarcok
Huszrau fényes csillaga hamarosan lehanyatlott. Hérakliosz – akit keleten a Szászánidák támadtak meg, a Balkánon pedig egy szláv-avar szövetség – már-már elmenekült Konstantinápolyból, de végül úgy határozott, hogy marad, és erős védelmi rendszert épített ki, amely a bizánciaknak a tenger feletti uralmára támaszkodott. 622-ben Hérakliosz hajói kifutottak a Fekete-tengerre, és a perzsa arcvonal mögött sikeres támadást indítottak Arménia ellen. A perzsák vereséget szenvedtek, és Hérakliosz visszafoglalta Kis-Ázsiát. Egy évvel később áttörve a perzsa védelmi láncot, behatolt Azerbajdzsánba. Ganzakban (a mai Takht-e Szoleimán) kirabolta a nagy szászánida szentélyt, Gusnaszp Szent Tűz-templomát, ahová minden szászánida király elzarándokolt.
626-ban szláv és avar segítséggel ostrom alá vette Konstantinápolyt is, de a várost nem tudta bevenni. A bizánci császár Hérakleiosz (610-641) egy ügyes taktikai húzással ellentámadást indított. Elhagyta az ostromlott fővárost, Konstantinápolyt, és a Fekete-tengeren át Perzsia utóvédjeit támadta meg. Eközben megnőtt a bizalmatlanság II. Huszrau és hadvezére Sarbaraz között, amely bizalmatlanságot a bizánci ügynökök által Sarbaraznak eljuttatott hamis levelek csak súlyosbítottak. Ekkor II. Huszrau már hadvezére kivégeztetését tervezte, ez okozta Sarbaraz semlegességét ebben a kritikus helyzetben. Perzsia ezzel elvesztette egyik legnagyobb seregének támogatását és egyik legjobb hadvezérét. A bajt fokozta, hogy váratlanul meghalt Sanin, II. Huszrau másik nagy hadvezére, a Kaukázus és Anatólia meghódítója. Ezzel a mérleg nyelve a bizánciak felé fordult. Hérakleiosz a kazárok és más török népek segítségével kihasználta Shanin és Sarbaraz hiányát, és megsemmisítő vereségeket mért a 15 évi háborúskodástól meggyengült Szászánida Birodalomra.
Hérakleiosz hadjáratának csúcspontja a ninivei diadal volt, ahol a bizánciak megfutamították a Rhahzadz által vezetett perzsa sereget. Ezután Hérakleiosz Mezopotámia felé menetelt tovább, kifosztotta Takht-e-Soleimant és a dasztagirdi palotát, ahol hírt kapott II. Huszrau haláláról. Huszrau ugyanis a csapások hatására összehívta valamennyi hadvezérét, hogy megtalálja a bűnbakot közöttük. Erre azonban felkelés tört ki, és Huszraut meggyilkolták. Halála a tényleges szászánida uralom végét jelentette, bár utána a nemesség még egy sor bábkirályt ültetett a trónra, sőt még Borant, II. Huszrau művelt lányát is királynővé koronázta. Névlegesen ők uralkodtak egészen az arab hódításig.

### A birodalom meggyengülésének okai
II. Huszrau életútja során megmutatkoztak annak az újjászervezésnek az előnyei és gyengéi amelyet nagyapja, (I.) Huszrau Anósírván király hajtott végre. A birodalom pénzügyi forrásainak pontos felmérése lehetővé tette, hogy elviselhetetlenül magas adókat állapítsanak meg, s arról is gondoskodtak, hogy az adófizetés alól ne legyen kibúvó. A négy katonai körzet létrehozása roppant hatalmat adott a négy szpahbad kezébe, ami először (VI.) Bahrám Csóbin király idejében mutatkozott meg. A szászánidák harmadik végzetes hibájának az bizonyult, hogy figyelmüket túlságosan csak a nyugatról fenyegető veszélyre összpontosították. II. Huszrau minden erejét a Bizánccal való régi konfliktusra és az Akhaimenida Birodalom rég elveszített határainak helyreállítására fordította. Nem ismerte fel a délről fenyegető új veszélyt, amely már 604-ben jelentkezett.

## Kultúra
Ő volt egy perzsa szerelmi történet: a „Huszrau és Sírín románcá”-nak főszereplője. A történetet újra és újra megénekelték a költők, köztük Firdauszí és a híres Nizámi. Sírín szépsége, amelyet a versek tucatjai magasztalnak vetekedett a Holdéval. Sírín keresztény volt, és Huszrau uralkodása alatt szinte mindvégig támogatták a kereszténységet, amelynek tanai az egész birodalom területén elterjedtek. Huszrau a csodálatos szépségű Sírínnek palotát is építtetett egy 120 hektárnyi paradicsomi kertben, amely ott terült el ahol Irak síkságai a Zagrosz hegyvonulataival találkoznak. Sírín palotáját Jákút arab földrajzi író még a 13. században is a világ csodái közé sorolta, bár 628-ban Hérakliosz feldúlta azt.

## Fordítás
- Ez a szócikk részben vagy egészben az Imperio Sasánida című spanyol Wikipédia-szócikk fordításán alapul.  Az eredeti cikk szerkesztőit annak laptörténete sorolja fel. Ez a jelzés csupán a megfogalmazás eredetét és a szerzői jogokat jelzi, nem szolgál a cikkben szereplő információk forrásmegjelöléseként.